# گمشده (فیلم ۲۰۱۸)
گمشده (به هندی: Missing) فیلمی محصول سال ۲۰۱۸ و به کارگردانی موکل آبیانکار است. در این فیلم بازیگرانی همچون مانوج باجپایی، تابو، آنو کاپور ایفای نقش کرده‌اند.